# レイモンド・スマリヤン
レイモンド・メリル・スマリヤン（Raymond Merrill Smullyan、1919年5月25日 - 2017年2月6日）は、アメリカ合衆国の数学者、ピアニスト、論理学者、老荘哲学者、奇術師。
ニューヨーク市のFar Rockawayに生れる。最初は奇術師をしていた。1955年にシカゴ大学から学士を得る。1959年にプリンストン大学から博士号を得る。アロンゾ・チャーチのもとで学んだ数多くの傑出した論理学者の一人。

## 経歴
スマリヤンは博士課程にいるときの1957年に“Journal of Symbolic Logic”に論文を発表し、ゲーデルの不完全性定理が1931年にゲーデルが発表した論文よりも初等的な形で形式系を考察できることを示した。ゲーデルの不完全性定理に関する現代的な解釈はこの論文から始まっている。その後、スマリヤンはゲーデルの不完全性定理における魅力的な部分がタルスキの定義不能性定理から必然的に導かれることを示した。タルスキの定理は不完全性定理よりも容易に証明できて、哲学的に不完全性定理と同じような不安を与えるものである。数理論理学において古典的な限界を与える定理に関してスマリヤンが終生寄与した成果は以下の文献で読むことができる：
- Smullyan, R M (2001) "Godel's Incompleteness Theorems" in Goble, Lou, ed., The Blackwell Guide to Philosophical Logic. Blackwell (ISBN 0-631-20693-0).

スマリヤンは数学パズルや論理パズルに関して多くの書物を著している。最も有名な本は『この本の名は? 楽しい論理パズル』である。
スマリヤンの論理学の問題は多くは古典的なパズルを拡張したものである。ナイトとネーブというパズルは常に真実を話すナイト（騎士）と常に嘘を吐くネーブ（ならず者）とから成る。このパズルは二つの扉と二つの門番のお話の基礎になっている。このお話において門番の一人は常に嘘を吐き、他の一人は常に真実を話す。扉の一つは天国に通じていて、他の扉は地獄へ通じている。このパズルは門番に1回だけ質問をして天国へ通じる扉を見つけよというものである。答の一つは「もう一人の門番が地獄へ通じていると答える扉はどちらですか？」というものである。このアイデアは1985年の映画『ラビリンス/魔王の迷宮』で使われて有名になった。
さらに複雑なパズルにおいて、スマリヤンは“ノーマルズ”というキャラクター（嘘を吐くか、または真実を話す）を創造した。さらに“はい”または“いいえ”と答える代わりに“はい”または“いいえ”を意味する単語で読者がどの単語がどの意味を表すのか分らないパズルを作った。このパズルは「最難論理パズル」として知られていて、上記のようなキャラクターとパズルに基づいている。トランシルヴァニア・パズルにおいては、住民の半数は狂気であり、偽の事実を信じていて、他の半分の住人は正気であり、真の事実のみを信じている。これに加えて、人間は常に真実を語り、ヴァンパイアは常に嘘を吐く。例えば、狂気のヴァンパイアは偽の事実（2 + 2 は4に等しくない）を信じていて、常に嘘を吐くので、（信じていることとは反対の）「2 + 2が4に等しい」と言う。正気のヴァンパイアは、2 + 2が4に等しいと知っているが、常に嘘を吐くため、そうでないと言う。人間についても真と偽を入れ替えて同様な発言が得られる。つまり、正気の人間と狂気のヴァンパイアは常に真の事実を話し、狂気の人間と正気のヴァンパイアは常に偽の事実を話す。
スマリヤンの本『決定不能の論理パズル』において、ゲーデルの不完全性定理が通俗化されて、形式系および形式系において証明可能という代わりに、論理的な人およびその人の信念に関する発言という形に変形されている。例えば、ナイトとネーブの島の住人が論理的な人に対して「あなたは自分がナイトであると信じない」と言う場合、論理的な人はその住人がナイトであるか、またはネーブのどちらかであると、矛盾に陥らない限り信じることができない（ここで矛盾とは相反する信念を持つことを示す）。この状況に対応する定理は、任意の形式系Sに関して、「この命題は形式系Sにおいては証明可能ではない」と解釈できる数学的命題が存在するということである。もし形式系Sが無矛盾ならば、形式系Sにおいてはその命題または否定命題のどちらも証明不可能となる。
検査官クライグはスマリヤンの「パズル小説」によく登場するキャラクターである。彼は自然に考えると数学的な解を持つ犯罪の場面にいつも遭遇する。そして、問題がだんだん難しくなるにつれて、彼（と読者）は質問の原理的な意味を理解し始める。最後に、その小説は検査官クライグ（と読者）が犯罪を解決し、その数学的論理的原理を理解できるようにする。検査官クライグは一般に問題の形式的理論を学ばないが、スマリヤンは通常は章をいくつか用意して、検査官クライグの冒険の後で読者にアナロジーを示す。
スマリヤンの本『数学パズルものまね鳥をまねる』（1998年）は結合子論理への娯楽的な導入となっている。
論理について本を書いたり教えたりする事とは別に、最近はスマリヤンは、バッハやスカルラッティやシューベルトなどの作曲家による彼の好きなピアノ曲を録音してリリースした。いくつかの録音はピアノ協会のウェブサイトから、ビデオ“Rambles, Reflections, Music and Readings”として得られる。スマリヤンは、また『天才スマリヤンのパラドックス人生』（ISBN 4-06-211963-3）という自伝も出版している。
2001年にTao Ruspoliというドキュメンタリー映画監督が「この映画にはタイトルはいらない」というスマリヤンの映画を作った。

## 哲学
スマリヤンは老荘哲学に関する書物を何冊か出版している。老荘哲学はスマリヤンが伝統的な哲学的問題の多くまたは全てを解決すると信じているもので、数学や論理や哲学を一体に統合するものだと信じている。

## 代表的な著作

### 論理パズル
What Is the Name of This Book?（1978年）ISBN 0139550623
『この本の名は?　楽しい論理パズル. 1』沖記久子訳、TBS出版会、1982年3月。ISBN 4-7825-1054-3。 - ナイトとネーブ、その他の論理パズル。
『この本の名は?　嘘つきと正直者をめぐる不思議な論理パズル』川辺治之訳、日本評論社、2013年2月。ISBN 978-4-535-78692-9。
The Chess Mysteries of Sherlock Holmes（1979年）ISBN 0394737571
『シャーロック・ホームズのチェスミステリー』野崎昭弘訳、毎日コミュニケーションズ、1998年4月。ISBN 4-89563-679-8。 - チェスのゲームを用いたパズル（チェス・プロブレム）への入門書。
The Chess Mysteries of the Arabian Knights（1981年）ISBN 0192861247
『シャーロック・ホームズのチェスミステリー』の続編。邦訳『アラビアン・ナイトのチェスミステリー: スマリヤンの逆向き解析問題集』（川辺治之訳。共立出版、2019年10月）。
The Lady or the Tiger?（1982年）ISBN 0812921178
『数学パズル美女か野獣か?　楽しみながらゲーデルの謎にせまる』阿部剛久訳、森北出版、1996年3月。ISBN 4-627-01860-6。 - 美女、野獣その他の論理パズル。
Alice in Puzzle-Land（1982年）ISBN 0688007481
『パズルランドのアリス　80歳以下の子どもたちのためのキャロル的おはなし』市場泰男訳、社会思想社、1985年4月。ISBN 4-390-50180-1。
『パズルランドのアリス』 1(不思議の国篇)、市場泰男訳、早川書房〈ハヤカワ文庫NF　<数理を愉しむ>シリーズ〉、2004年2月。ISBN 4-15-050288-9。
『パズルランドのアリス』 2(鏡の国篇)、市場泰男訳、早川書房〈ハヤカワ文庫NF　<数理を愉しむ>シリーズ〉、2004年3月。ISBN 4-15-050289-7。
To Mock a Mockingbird（1985年）ISBN 0192801422
『数学パズルものまね鳥をまねる　愉快なパズルと結合子論理の夢の鳥物語』阿部剛久ほか訳、森北出版、1998年5月。ISBN 4-627-01901-7。 - 結合子論理に基づいたパズル。
Forever Undecided（1987年）ISBN 0192801414
『決定不能の論理パズル　ゲーデルの定理と様相論理』田中朋之・長尾確訳、白揚社、1990年11月。ISBN 4-8269-0044-9。
『スマリヤンの決定不能の論理パズル　ゲーデルの定理と様相理論』田中朋之・長尾確訳、白揚社、2008年5月。ISBN 978-4-8269-0142-0。 - 形式系の決定不能性に基づくパズル。
Satan, Cantor and Infinity（1992年）ISBN 0679406883
『無限のパラドックス　パズルで学ぶカントールとゲーデル』長尾確訳、白揚社、1994年3月。ISBN 4-8269-0056-2。
『スマリヤンの無限の論理パズル　ゲーデルとカントールをめぐる難問奇問』長尾確訳、白揚社、2007年12月。ISBN 978-4-8269-0140-6。
The Riddle of Scheherazade（1997年）ISBN 0156006065
『スマリヤンの究極の論理パズル　数の不思議からゲーデルの定理へ』長尾確・長尾加寿恵訳、白揚社、2001年3月。ISBN 4-8269-0099-6。
『スマリヤンの究極の論理パズル　数の不思議からゲーデルの定理へ』長尾確・長尾加寿恵訳、白揚社、2008年5月。ISBN 978-4-8269-0143-7。
The Magic Garden of George B. And Other Logic Puzzles（2007年）ISBN 9788876990663
『スマリヤン先生のブール代数入門　嘘つきパズル・パラドックス・論理の花咲く庭園』川辺治之訳、共立出版、2008年8月。ISBN 978-4-320-01869-3。
Logical Labyrinths（2009年）ISBN 9781568814438
『スマリヤン記号論理学　一般化と記号化』高橋昌一郎 監訳、川辺治之 訳、丸善出版、2013年1月。ISBN 978-4-621-08572-1。
『スマリヤン数理論理学　述語論理と完全性定理』高橋昌一郎 監訳、村上祐子 訳、丸善出版、2014年11月。ISBN 978-4-621-08785-5。
The Gödelian Puzzle Book: Puzzles, Paradoxes and Proofs(2013年)ISBN 978-0-486-49705-1
『スマリヤンのゲーデル・パズル　論理パズルから不完全性定理へ』川辺治之 訳、日本評論社、2014年11月。ISBN 978-4-535-78754-4。

### 哲学/伝記
The Tao is Silent（1977年）ISBN 0060674695
『タオは笑っている』桜内篤子訳、工作舎、1981年7月、改訂版2016年12月 ISBN 978-4-87502-479-8
This Book Needs No Title（1980年）ISBN 0671628313
未訳。
5000 B.C.and other philosophical fantasies（1980年）ISBN 0312295162
『哲学ファンタジー』高橋昌一郎訳、丸善、1995年4月。ISBN 4-621-04053-7。
Some Interesting Memories： A Paradoxical Life（2002年）ISBN 1888710101
『天才スマリヤンのパラドックス人生　ゲーデルもピアノもマジックもチェスもジョークも』高橋昌一郎訳、講談社、2004年11月。ISBN 4-06-211963-3。
Who Knows?： A Study of Religious Consciousness（2003年）ISBN 0253215749
未訳。
Rambles Through My Library（2009年）ISBN 9780963923165
未訳。

### 専門書
Theory of Formal Systems（1961年）ISBN 069108047X
『形式系の理論』、未訳。
First-Order Logic（1968年）ISBN 0486683702
『1階の論理』、未訳。
Godel's Incompleteness Theorems（1992年）ISBN 0195046722
『ゲーデルの不完全性定理』高橋昌一郎訳、丸善、1996年7月。ISBN 4-621-04204-1。
『スマリヤン不完全性定理 改訳版』高橋昌一郎監訳、川辺治之・村上祐子訳、丸善出版、2019年。ISBN 4-621-30478-X。
Recursion Theory for Metamathematics（1993年）ISBN 019508232X
『数学における再帰理論』、未訳。
Diagonalization and Self-Reference（1994年）ISBN 0198534507
『対角化と自己参照』、未訳。
Set Theory and the Continuum Problem（1996年）ISBN 0198523955
『集合論と連続体仮説』未訳。

## 引用
- 「それではスマリヤン教授をご紹介しましょう。教授は彼が存在しないか、またはあなたが存在しないことを証明するでしょう。しかし、あなたはどっちか知ることはないでしょう。」 --Melvin Fitting

## 文献目録
- Is God a Taoist? by Raymond Smullyan, 1977.
- Planet Without Laughter by Raymond Smullyan, 1980.
- An Epistemological Nightmare by Raymond Smullyan, 1982.